# Buckler Cars
Buckler (Баклер) — з 1947 року англійський виробник автомобілів та картів. Штаб-квартира розташована в місті Редінг. У 1962 році компанію купують підприємці Майк Луфф і Френк Флетчер. Того ж року компанія припинила виробництво автомобілів.

## Дерек Баклер
Дерек Баклер був керуючим директором компаній Bucklers of Reading Ltd та Buckler Cars Ltd.. Він народився 26 вересня 1910 року в місті Лондон. Баклер отримав освіту в гімназії Тоттенхема та коледжі S Thomas. З 1927 по 1929 рік він навчався в якості інженера у фірмі Frank Buckler Ltd. Пізніше працював в юридичній фірмі Crossman Block and Co до 1933 року. У 1934 році він приєднався до Watford Dairies як менеджер з транспорту та збуту. Згодом він став директором інженерної фірми Johnson Roberts Ltd у 1939 році, що була перейменована у W.C. Ford Ltd та була кузовобудівною компанією до 1956 року, а також компанії Rivers Motors (Reading) Ltd з 1945 року.
Баклер був членом комітету Hants and Berks Motor Club та належав до клубів BARC, Hants and Berks Motor Club, London Motor Club та Athenaeum Club, Reading.

## Компанія Buckler Cars Limited
У 1939 році Баклер розпочав точний інжиніринговий бізнес в Редінгу, який являв собою роботу з автомобільної торгівлі. У 1947 році він створив Buckler Cars Limited і почав випускати спортивні автомобілі, в першу чергу для гонок.
Автомобілі Buckler були незвичні в тому, що вони виготовлялися на просторових рамах. Автомобілі були високоякісними і постачались або повністю побудовані на замовлення із заводським кузовом, або як опцію і в основному у формі вузлів для самостійного складання. Вони були розроблені із застосуванням ряду механічних компонентів, щоб дозволити покупцям створити легкий спортивний автомобіль, придатний для дорожнього використання, в ралі, тріалі, швидкісних підйомах на пагорб або перегонах. Перша модель, заснована на власному дуже успішному автомобілі Buckler Special 1944 року, була названа Mark V. Баклер, не хотів, щоб люди думали, що це була перша машина.

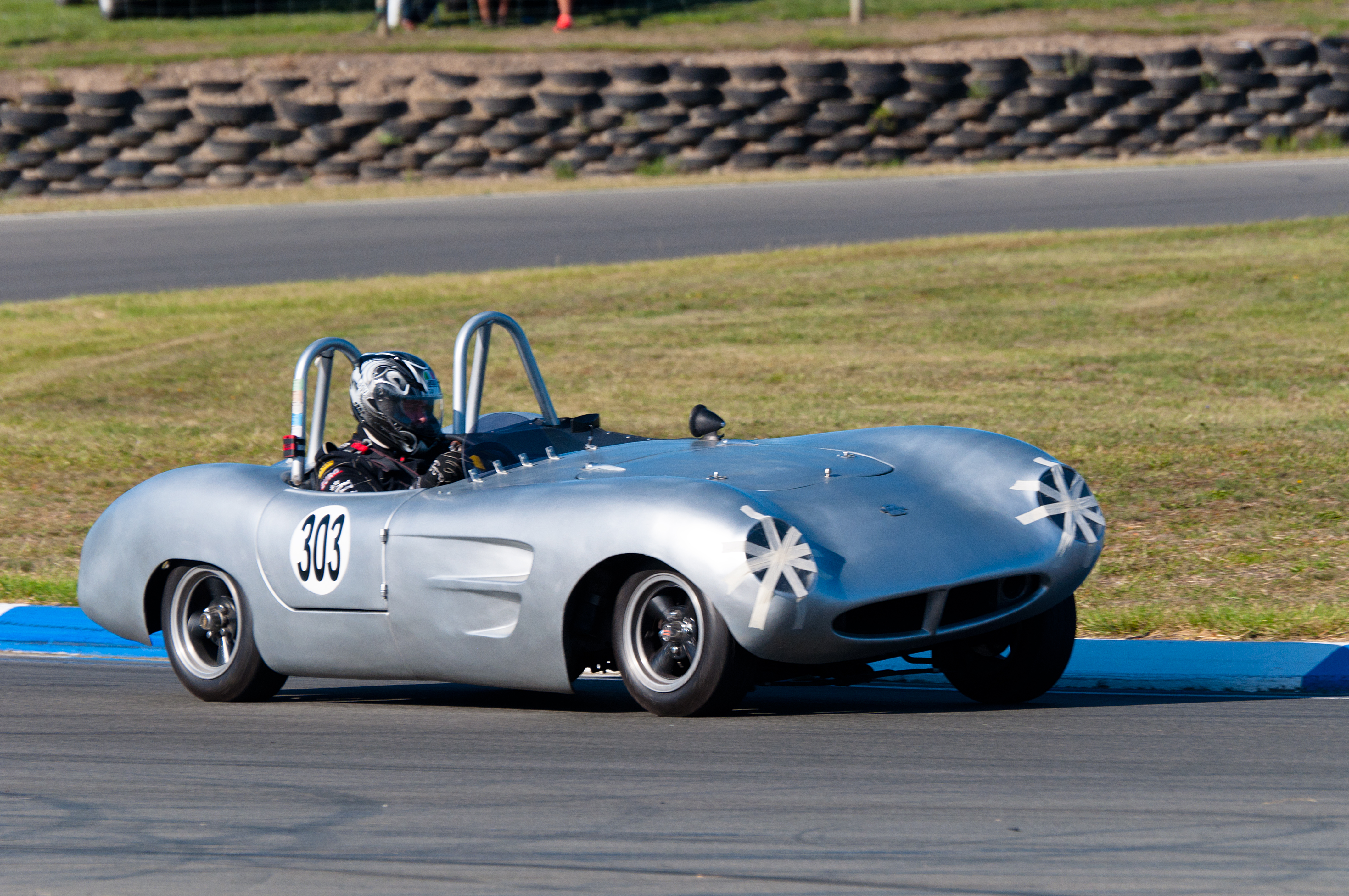
Buckler DD2 з кузовом Microplas Mistral GRP

Після плідних успіхів на початку і середині 1950-х років популярність Buckler знизилася наприкінці 1950-х років, коли інші виробники вийшли на сцену, і коли на початку 1960-х років ринок "кіт-карів" (автомобілів у вигляді вузлів для самостійного складання) зазнав змін. Проте Buckler досягли значного успіху, вступивши на новий ринок картів у 1960-х роках, але чезер погане здоров'я Баклер продав свою компанію у 1962 році. Після того, як Баклер продав компанію, вона втратила імпульс, і нові власники Майк Луфф і Френк Флетчер закрили її у 1965 році. Дерек Баклер, який був у поганому стані здоров'я, помер у 1964 році.
Джек Барлоу, який керував розвитком картів у компанії, відкрив свою власну компанію Barlotti в Редінгу. Вони випускали карти до 1990 року.
На додаток до виготовлення автомобілів, Buckler виробляли комплектуючі для інших компаній, включаючи Lotus Cars. Вони також побудували перші шасі для гоночного автомобіля Brabham MRD.

## Автомобілі Buckler за кордоном
Протягом 1950-х років автомобілі Buckler експортувалися по всьому світу. У Новій Зеландії Артур Гарріс керував Buckler (NZ) Limited. Перший Mk90, зареєстрований для участі в гонках в Новій Зеландії в жовтні 1956 року, належав Мерву Майо і був оснащений двигуном Ford 100E.

## Моделі автомобілів
Політикою компанії було те, що специфікації всіх автомобілів були дуже гнучкими навколо центральної концепції дизайну, оскільки кожен автомобіль, комплект або шасі були побудовані на замовлення. В основному, було близько 12 типів моделей протягом майже 20 років. Всього за цей час було виготовлено близько 400 автомобілів.

## Список автомобілів Buckler
| Назва моделі    | Роки      | Двигун               | Об'єм       | Колісна база | Опис |
| --------------- | --------- | -------------------- | ----------- | ------------ | --- |
| Mark V Airflow  | 1949–1955 | 4-циліндровий рядний | 1172 см³    | 2286 мм      | 1172-кубовий двигун Ford. Максимальна швидкість 130 км/год. Відкритий 2-місний кузов. 90-дюймова (2,286 мм) колісна база.                                  |
| Mark VI Airflow | 1950–1955 | 4-циліндровий рядний | 1172 см³    | 2388 мм      | Подовжена версія Mark V з 94-дюймовою (2,388 мм) колісною базою.                                                                                           |
| Mark X          | 1950      | 4-циліндровий рядний | 1172 см³    | 2286 мм      | 1172-кубовий двигун Ford. Відкритий 3-місний алюмінієвий кузов.                                                                                            |
| Mark XI         | 1950      | 4-циліндровий рядний | 1172 см³    | 2388 мм      | Подовжена версія Mark X. |
| Mark VI-4       | 1950      | 4-циліндровий рядний | 1172 см³    | 2388 мм      | - |
| Mark XV         | 1950      | 4-циліндровий рядний | 803 см³     | 2286 мм      | Автомобіль з двигуном BMC A-Series. |
| Mark XVI        | 1950      | 4-циліндровий рядний | 1250 см³    | 2438 мм      | Версія Mark XV на базі MG |
| 90              | 1953–1957 | 4-циліндровий рядний | 1172 см³    | 2210 мм      | 1172-кубовий двигун Ford. Британський заводський алюмінієвий кузов був спроектований Дереком Баклером. Новозеландські кузови спроектував Ферріс де Джоукс. |
| DD1             | 1956      | 4-циліндровий рядний | 1098 см³    | 2286 мм      | 1098-кубовий двигун Coventry Climax FWA або 1460-кубовий FWB. Задня підвіска типу Де Діон. Кузов як у моделі Buckler 90.                                   |
| DD2             | 1957–1962 | 4-циліндровий рядний | до 2000 см³ | 2286 мм      | Різноманітні двигуни до 2 літрів. Опційна задня підвіска типу Де Діон. Зазвичай з кузовом Microplas Mistral GRP, а також з Convair та AKS тощо.            |
| BB100           | 1958–1962 | -                    | -           | -            | Трубчасте сталеве шасі Backbone. Алюмінієвий кузов спроектований Дереком Баклером.                                                                         |